# Хута Куфлевска
Хута Куфлевска (пол. Huta Kuflewska) — деревня в Польше, расположенная в Миньском повете Мазовецкого воеводства, в гмине Цеглов. В 1975—1998 годах административно принадлежала к Седлецкому воеводству. Находится примерно в 18 км к юго-востоку от Минска Мазовецкого и в 55 км к востоку от Варшавы.
Сцены для сериала «Ранчо» снимались в Хуте Куфлевской. (Адрес Huta Kuflewska 117)
По данным переписи населения и жилищного фонда 2011 года, население деревни Хута Куфлевска составляет 203 человека.

## Галерея

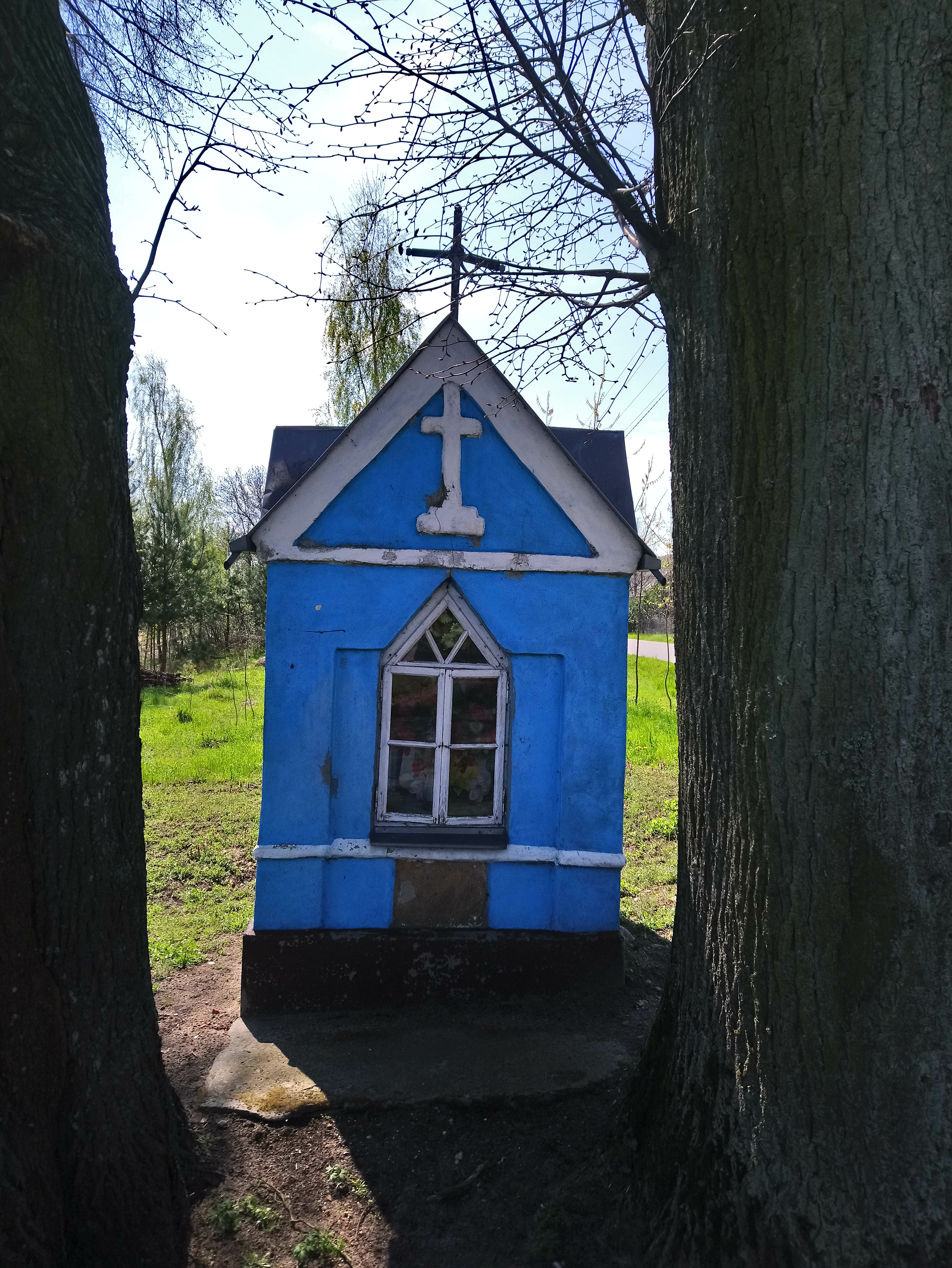
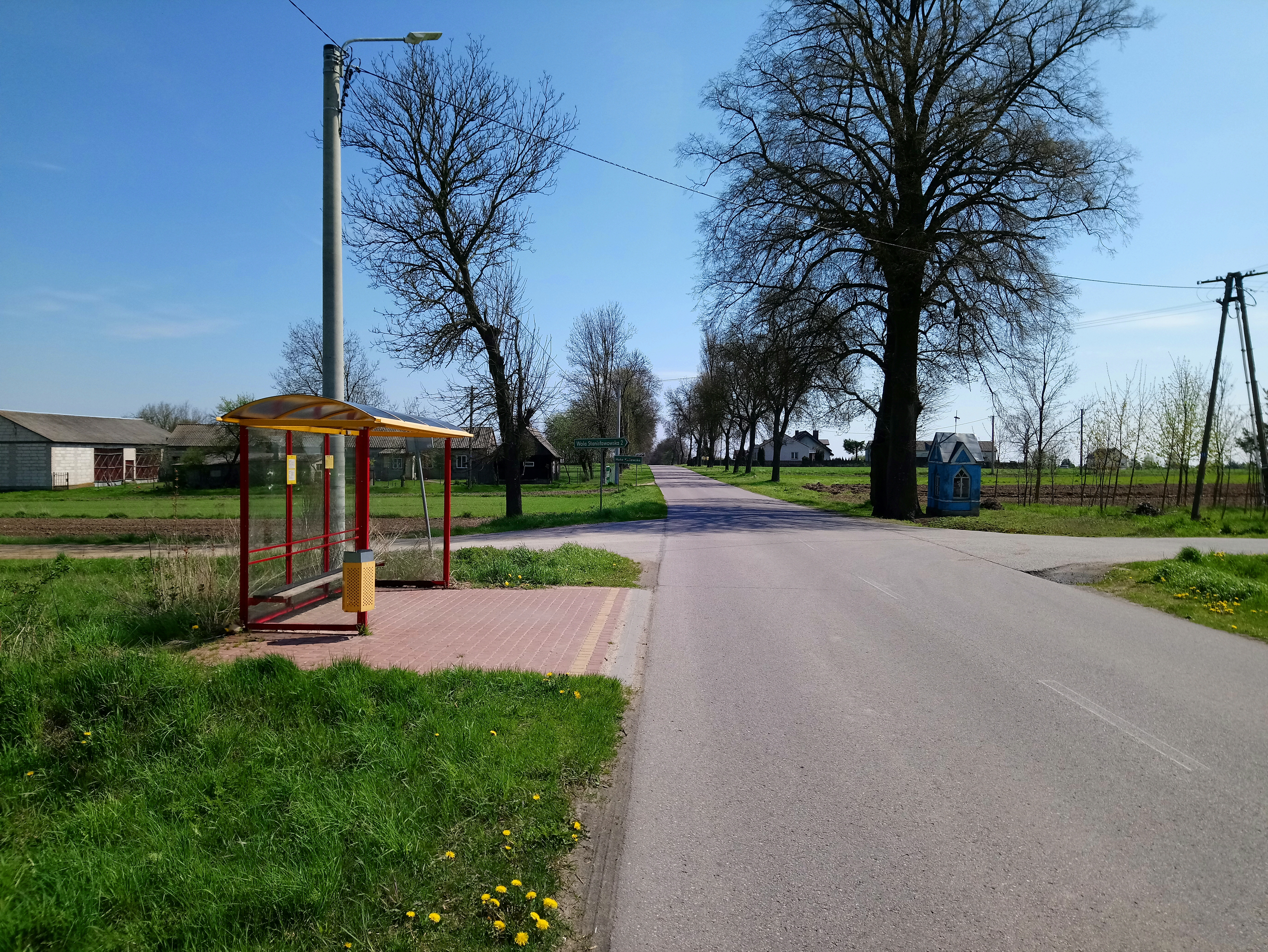
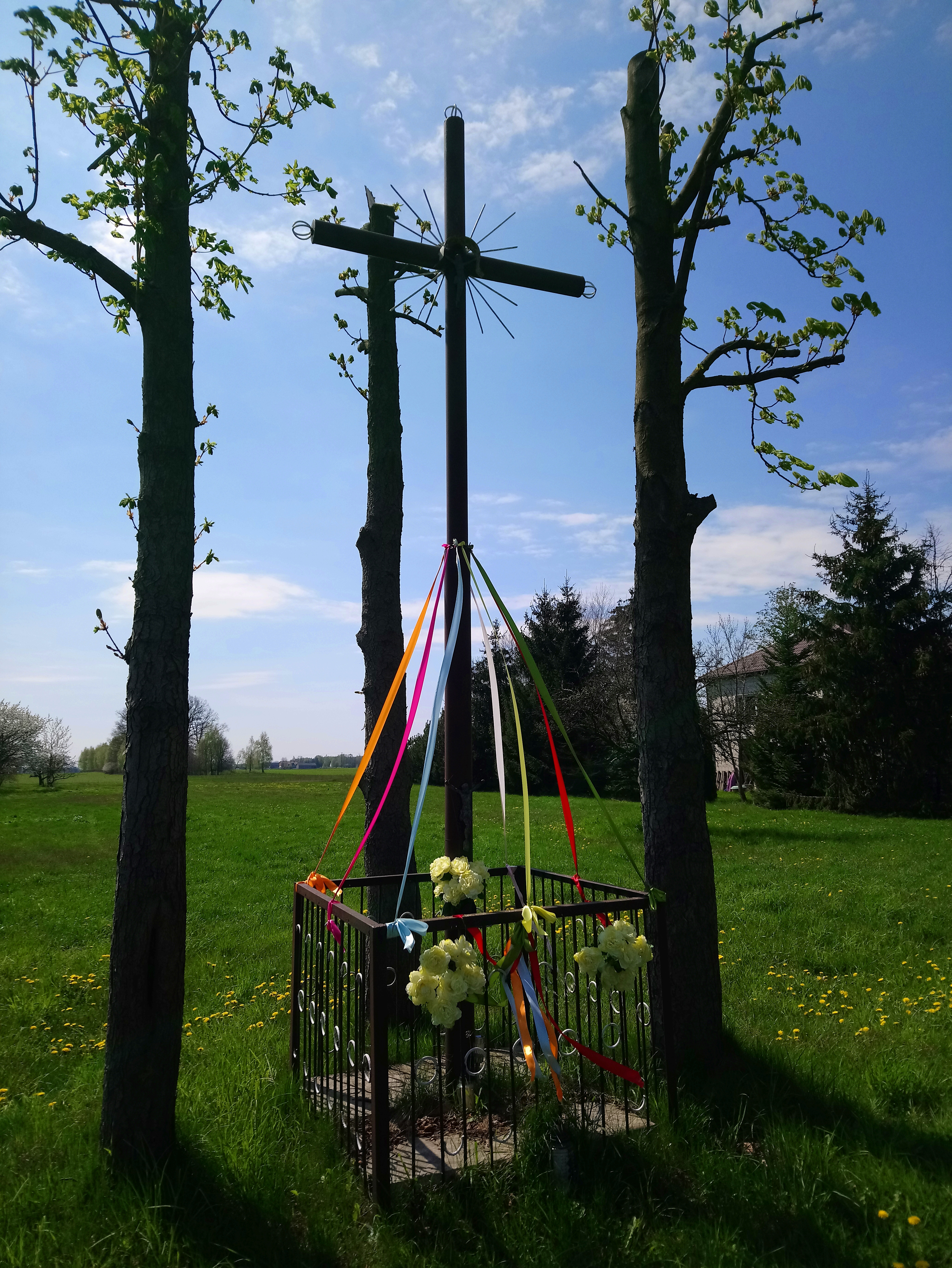
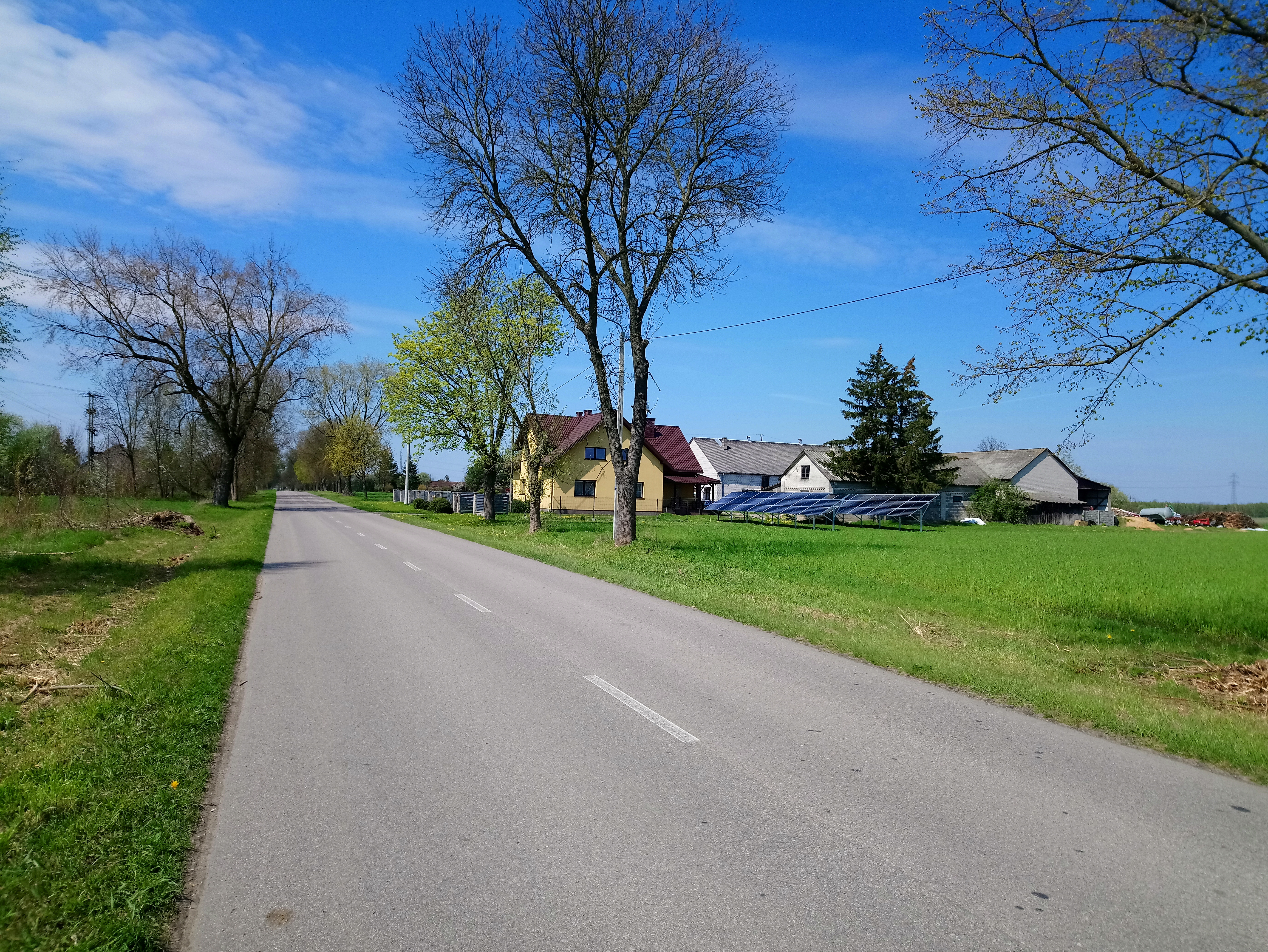
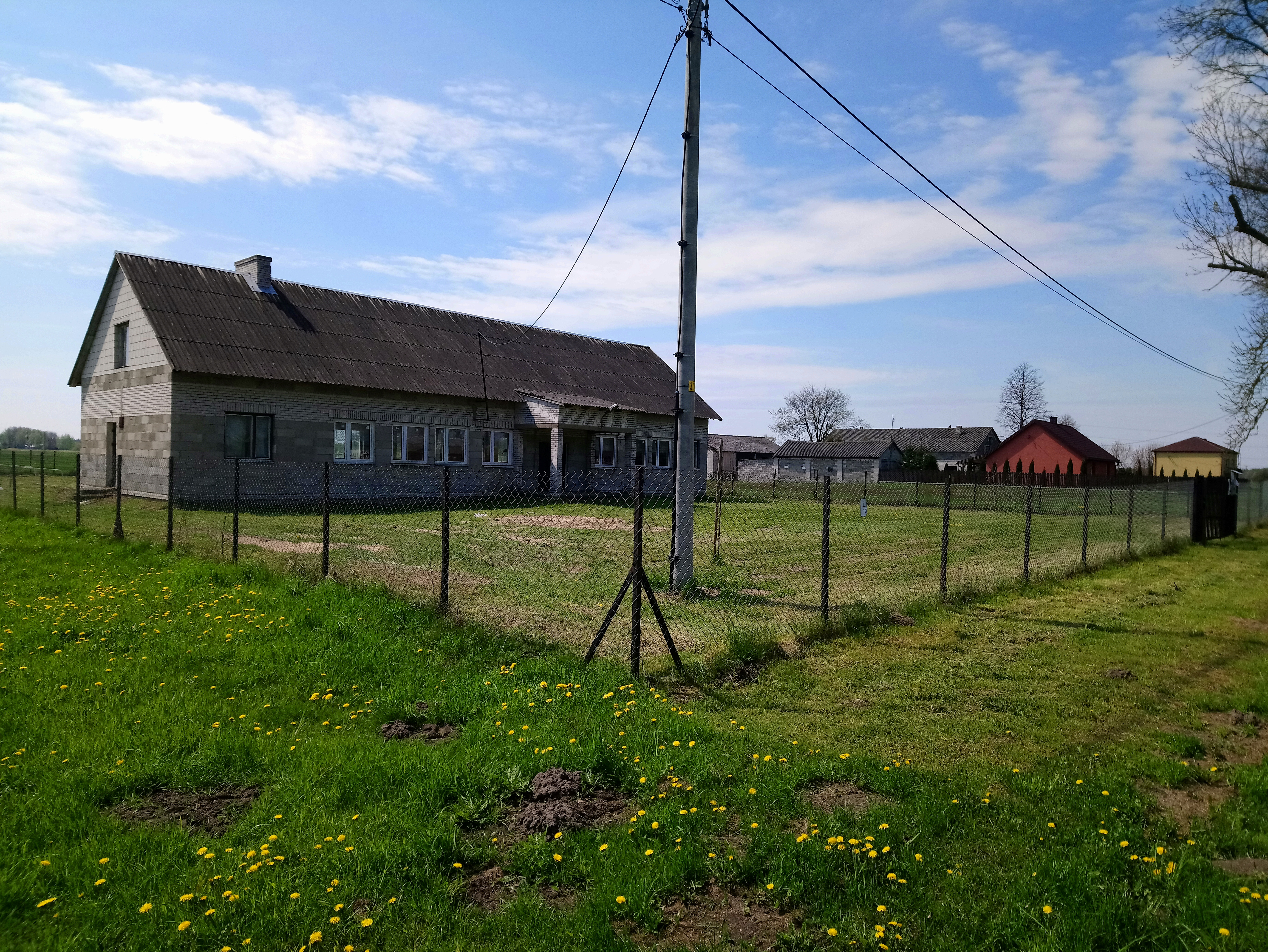